# Глебово (Серпуховский район)
Глебово — деревня в Серпуховском районе Московской области. Входит в состав Липицкого сельского поселения (до 29 ноября 2006 года входила в состав Балковского сельского округа).

## Население
| 2002 | 2006 | 2010 |
| ---- | ---- | ---- |
| 0    | ↗1   | ↘0   |

## География
Глебово расположено примерно в 39 км (по шоссе) на юго-восток от Серпухова, у границы с Тульской областью, на безымянном ручье бассейна реки Незнайка (левый приток Восьмы), высота центра деревни над уровнем моря — 212 м.
На 2016 год в деревне зарегистрировано 5 садовых товариществ.